# Henrik Stefán
Henrik Stefán (Máriakéménd, 7 marzo 1896 – Amersee, 7 settembre 1971) è stato un pittore ungherese.

## Biografia
Studia a Pécs e a Seghedino, dove ottiene il diploma di scuola superiore; nel 1914, e viene ammesso all'Accademia di Belle Arti di Budapest. Laureatosi nel 1919 diventa insegnante d'arte presso l'Università Tecnica di Budapest per un breve periodo. Tornato a Pécs, aderisce alla vita artistica della città. Entra in contatto con Farkas Molnár e Jonan Hugh, con i quali viaggia in Italia.
Nel mese di marzo 1921 i modernisti - Molnar, Weininger, Johan, Čačinović Gabor, Gebauer - erano in una mostra congiunta. Nel mese di maggio, viaggia in Italia insieme a Johan e Molnar. Durante il viaggio, si interessa a cubismo, espressionismo, Bauhaus a Weimar; tra il 1921 e il 1922 esegue una serie di litografie per un laboratorio grafico in Italia. Nell'agosto del 1921, Stefan e i suoi compagni - Alfred Forbat, Marcell Breuer - a Weimar, organizzano il primo laboratorio di scultura in pietra ed in seguito un laboratorio di arti plastiche a Dessau. Torna a Pécs nel 1929 e va a vivere nel villaggio natale di Máriakéménden. Si trasferisce con la famiglia in Germania dopo il 1945.